# Papež Klemen I.
Sveti Klemen I., rimski škof oziroma papež, mučenec in svetnik rimskokatoliške Cerkve, * ok. 50 po n. št., Rim, Italija, Rimsko cesarstvo † 23. november 99, Krim, Rimsko cesarstvo. God 23. november.

## Življenjepis

### Mladost in škofovstvo
Klemen  se je rodil v Rimu okrog leta 50 po Kr. očetu Favstinu. Bil je raziskovalec, ki je pri filozofih skušal najti dokaz za neumrljivost duše. Ko je nekoč poslušal pridigo apostola Barnaba, je ne samo poveroval v neumrljivost duše, ampak tudi v Kristusovo vstajenje in se dal krstiti. Barnaba ga je predlagal za rimskega škofa, vendar je baje to službo dvakrat prepustil drugim: Linu in Anakletu; tretjič pa se ni mogel več izogniti.

### Irenejevo poročilo
Ko sta blažena apostola ustanovila in uredila Cerkev, sta prenesla škofovstvo na Lina za oblast nad Cerkvijo. Tega Lina omenja Pavel v pismu Timoteju. Njemu je sledil Anaklet. Za njim je na tretjem mestu prejel škofovstvo Klemen, ki je apostole še videl in imel z njimi stike. On je poslušal s svojimi ušesi njihovo oznanjevanje in učenje; sploh so takrat živeli še mnogi, ki sta jih poučila o veri apostola.
Omenjenemu Klemenu je sledil Evarist, Evaristu Aleksander; kot šesti je bil postavljen za apostoloma Sikst. Za njim je prišel Telesfor, slavni mučenec, nato Higin, nato Pij, nato Anicet. Za Anicetom je nato sledil Soter, kot dvanajsti pa je sprejel škofovstvo Elevter. Po tej ureditvi in po tem vrstnem redu je prišlo do nas cerkveno apostolsko izročilo. Zato je popolnoma zanesljivo dokazano, da je taista oživljajoča vera, ki jo je Cerkev sprejela od apostolov, ohranjena do danes in nam izročena v resnici. 

Tako poroča sveti Irenej, rojen leta 115 po Kr., potem lyonski škof, v tretji knjigi obsežnega dela „Proti herezijam”. Ta znameniti Irenejev „Seznam papežev” je bil napisan za časa vladanja cesarja Komodija (180 – 192 po Kr.). To je najstarejši dokument nesporne avtentičnosti, ki potrjuje neprekinjeno vrsto papežev od Petra do Elevterija, torej do leta 189.
Irenej iz Lyona  torej poroča, da je bil Klemen tretji naslednik apostola Petra v Rimu in da je še osebno sodeloval z velikima apostoloma Petrom in Pavlom. Nekateri kasnejši krščanski pisatelji (Origen, Evzebij iz Cezareje in Hieronim) so domnevali, da je najbrž papež Klemen tisti Klemen, ki ga omenja Pavel. Odlično je poznal Sveto pismo Stare zaveze, a ni gotovo, če je bil spreobrnjenec iz judovstva.
Klemen I. torej velja za četrtega papeža, saj je opravljal škofovsko službo v Rimu med leti 88 in 99. Velja tudi za prvega izmed apostolskih očetov ter za prvega naslednika svetega Petra, o katerem so se ohranili zanesljivi podatki.

### Klemenovo pismo in njegov pomen
Ohranjeno je tudi eno njegovo pismo: Klemenovo pismo Korinčanom.
Papež Klemen je posebej znan po pismu, ki ga je leta 95/96 pisal kristjanom v Korint. V tamkajšnji krajevni cerkvi je prišlo do notranjih sporov in nemirov. Klemen je v pismu najprej pohvalil nekdanje zgledno življenje Korinčanov, navedel zglede poslušnosti in neposlušnosti iz Stare zaveze, spregovoril o božji previdnosti in vstajenju, nazadnje pa zahteval poravnavo vseh sporov. Nekateri poznavalci označujejo to pismo kot »razglašenje rimskega primata«. Rimski škof namreč avtoritativno ureja cerkveno anarhijo v Korintu. Njegov poseg ni zgolj pomoč bratskega škofa, ker Klemen zapoveduje korintski Cerkvi kot podrejeni in to še v času, ko je apostol Janez živel v Efezu. To dejstvo predpostavlja njegovo jasno zavest o pravicah rimske Cerkve.

### Določba
Mesto Rim je razdelil na sedem okrajev in vsakemu določil pisarja; le-ta naj bi zapisoval dela, kreposti in trpljenje tistih, ki so med preganjanji prelili kri za Kristusa, da bi krščansko potomstvo, ko bi to bralo, imelo zgled in spodbudo za posnemanje.

## Legende
Prvo legendo sestavlja več delov, ki so med seboj organsko povezani. Obstajajo pa tudi različice, ki se malo razlikujejo.

#### Spreobrnjenje pogana
Njegove pridige so bile tako ganljive, da je vsak dan več poganov spreobrnil v krščanstvo. Med njimi je bila tudi Flavija Domitila, ena od sestr cesarja Domicijana, ki ni postala le goreča kristjanka, ampak je zavrnila imenitne snubce ter zaobljubila Bogu deviško čistost. Sicinija (Sitinnius), enega izmed odličnih meščanov, je s čudežem spreobrnil na krščansko vero. Kot pogan se je ta potuhnjeno odpravil v skrito kapelo, v kateri so bili zbrani kristjani, da bi videl, kaj počnejo na tem sestanku in ali ni morebiti med njimi tudi njegova žena; toda Bog ga je nenadoma oslepil na obe očesi. Tedaj je zavpil na pomoč, naj bi ga kdo izpeljal ven in se dal spoznati. Sveti Klemen, ki je bil ravno navzoč, se mu je približal, po kratki molitvi mu vrnil luč oči in s tem dobil priložnost, da mu razloži resnice krščanske vere. Sicinij se je dal prepričati in krstiti. Njegov zgled so posnemali mnogi pogani. 

#### Pregon na Herson in čudež z vodo
Ko je za uspešno apostolsko Klemenovo delovanje zvedel cesar Trajan, je takoj ukazal, naj svetega Klemena, ki je število kristjanov povečal, če se ne bo odločil darovati poganskim bogovom, preženejo na divji otok Herson na polotoku Krimu.. Tja je bilo pregnanih že okrog dva tisoč kristjanov, ki so morali opravljati težka dela v rudnikih, kamnolomih in drugod. Kakor hitro je prispel na omenjeni otok, so tudi njega tako kot druge prisilili na najtežja dela. Najprej mu je to bilo težko, ker ni bil nanja navajen; kljub temu pa ga je spodbujala misel na to, da so ga prisilili zaradi Kristusa. Z isto mislijo je spodbujal tudi druge sojetnike k potrpežljivosti, kadar je opazil, da so zaradi utrujajočega dela slabe volje. Omenjal jim je večkrat tisto plačilo, ki ga bomo uživali nekoč v nebesih. Na otoku pa je primanjkovalo pitne vode, ki so jo morali prinašati več milj daleč. Kristjani so zato poleg težkega dela trpeli še neznosno žejo. Sveti Klemen jih je resnično pomiloval in se je zato zatekel k molitvi. Takrat je opazil na visoki skali jagnje, ki je imelo desno nogo dvignjeno, kakor da bi hotelo z njo pokazati, kje se nahaja želena voda. Sveti mož, napolnjen z zaupanjem v Boga, je zgrabil motiko in z njo rahlo udaril po skali in takoj je na dan pritekla kristalno čista, okusna voda tako obilno, da je nastal potok, ki je vsem otoškim prebivalcem, zlasti pa kristjanom, rabil za osvežilo. Po tem so se mnogi pogani spreobrnili; čez leto dni so skoraj vse poganske templje razdrli in namesto njih postavili krščanske cerkve.

#### Mučeništvo
Nekateri poganski svečeniki so o tem obvestili cesarja, ki je brez odloga poslal tja neusmiljenega trinoga Avksidijanta (Auxidiant), da bi prisilil kristjane k odpadu, svetega Klemena pa pokončal. Trinog se je trudil, da bi svetega moža odvrnil od krščanske vere; ko je pa spoznal, da je ves trud zaman, ga je poslal na ladji sredi morja, mu dal na vrat privezati sidro in ga vreči v morje, da bi kristjani od njegovega telesa in oblačila ne dobili ničesar. Poslednje besede svetega papeža so bile: »Večni Oče, sprejmi mojo dušo!« Kristjani, katere je prej spodbujal k stanovitnosti, so stali na obali in molili. Ko se je tiran s svojimi ljudmi oddaljil, sta dva Klemenova učenca navzoče kristjane znova spodbujala k molitvi rekoč: Morebiti bomo naklonili Božjo dobroto k temu, da bomo dobili v svoje roke vsaj sveto telo svojega ljubljenega pastirja. Začeli so moliti in tedaj se je morje začelo oddaljevati ter umikati od obale. Kristjani so srčno šli za odtekajočo vodo in suhih nog prišli do kraja, kjer so svetega papeža potopili. Tam so našli marmornato cerkvico – ki so jo gotovo pripravili angeli – v njej pa kamnito krsto, v kateri je počivalo mučenikovo truplo. 
Zraven so našli tudi sidro, ki mu je bilo privezano za vrat. Težko si je zamisliti, kako veselje in radost je ta nezaslišana zadeva obudila v srcih kristjanov. Sveto telo so hoteli takoj odnesti; vendar jim je Bog dal spoznati, naj ne polagajo nanj rok, ker se bo isti čudež ponavljal vsako lete in se bo morje umaknilo za sedem dni. Tako bo v svojo tolažbo in veselje vsakdo mogel obiskati sveto telo. To se je dogajalo res skozi dolgo vrsto let. Končno je Bog določil, da so sveto telo prenesli v Rim.
Druga legenda je tej podobna:
Cesar Trajan (98-117) je pregnal Klemena z mnogimi drugimi kristjani na prisilno delo v kamnolome marmorja na polotoku Krimu. Ostanki teh kamnolomov se vidijo še danes v bližini mesta Sevastopola. Trpeli so hudo žejo zaradi pomanjkanja vode. Kristjani in papež so skupaj molili in zagledali jagnje, ki je z desno nogo kopalo v zemljo tako dolgo, dokler ni pritekla voda. Na to so se dali mnogi krstiti. Ko je cesar za to zvedel, je zapovedal, naj Klemena privežejo na sidro in vržejo v morje, a druge kristjane je dal pomoriti. Skozi dolgo časa se je na kraju mučeništva prikazovala krsta z njegovim truplom.
Tretja legenda  je podobna prvi, vendar se v nekaterih podrobnostih od nje razlikuje:
Klemen je spreobrnil prijatelja cesarja Nerva Sisinija in vse njegove sorodnike, skupaj 443 oseb. S tem si je nakopal sovraštvo mestnega uradnika  Publija Tarkvinijana („comes officiorum” Publius Tarquinianus), ki je proti njemu nahujskal mestnega upravnika in ljudstvo. Ko so o tem obvestili cesarja Trajana, je h Klemenu poslal upravnika, da naj ali daruje malikom ali pa odide v pregnanstvo. Škof je izvolil to drugo in bil pregnan na Herson, kjer je storil že omenjeni čudež z vodo. V teku enega leta so zgradili spreobrnjenci petinsedemdeset cerkva in na površini 300 milj podrli vse poganske templje in oltarje. Trajan je zato Klemena obsodil na smrt s sidrom okoli vratu. Na mestu mučeništva se morje vsako leto do današnjega dne umakne za sedem dni. 
Tako pravi legenda, ki izhaja iz 4. stoletja.

## Smrt in češčenje
.
Večina virov navaja kot datum njegove smrti 23. november okrog leta 100. 
Legenda v Érdy-códexu pravi: 
Cesarjev župan je dal privezati papežu Klemenu okoli vratu velik kamen in ga dal vreči v morje… Ko se je morje umaknilo, so tam našli po Božji moči lepo iz kamna zidano kapelo, v njej krasno kamnito rakev, v njej telo svetega mučenca, tik zraven pa velik kamen. Naročeno jim je bilo tudi, naj svetega trupla ne nosijo od tam.

### Sveta brataCiril in Metodpreneseta Klemenove ostanke vRim
Sv. Ciril je skupaj z bratom Metodom šel leta 860 kot misijonar med Hazare; takrat se je ustavil tudi na Krimu ob Črnem morju in tam našel, kot je bil prepričan, relikvije papeža Klemena. Leta 863 sta jih brata prinesla s seboj na Moravsko, 867 pa v Rim, kjer so ju prav zaradi tega še posebej prijazno sprejeli; papež Hadrijan II. je podprl njuno misijonsko delovanje med Slovani in slovesno potrdil slovanske bogoslužne knjige. Nekateri domnevajo, da cerkve sv. Klemena na Slovenskem (Mojstrana, Rodine v brezniški župniji in Bukovščica) zaznamujejo pot, koder sta šla sveta brata, ko sta skozi naše dežele potovala v Rim.
Papež Hadrijan II. je del Klemenovih relikvij dal prenesti v samostan v votlini blizu Salerna.
Sveti Hieronim poroča, da so zgradili cerkev na mestu, kjer je stala Klemenova hiša. Leta 1888 so odkrili njene dele, znotraj katerih je papež Pashal II. (1099-1118) zgradil baziliko. To dokazuje, da je stara bila večja od sedanje sijajne baziliki. Iz arheoloških ostankov se vidi, da je bila bazilika zgrajena kmalu po Konstantinovem (306-337 po Krist.) obdobju. Zraven so našli ostanke prastarega oratorija in poganskih hiš. Vse to kaže na to, da je rimska Cerkev svetemu papežu Klemenu izkazovala izredno češčenje.

## Ocena
- Nekateri menijo, da se je rodil v Filipih.[12]
- Večina meni, da je postal rimski škof šele po Anakletovi smrti.
- Nekateri zgodovinarji osporavajo, da je on tisti Klement, ki ga apostol Pavel v pismu Filipljanom (4, 3) s pohvalo omenja kot svojega tovariša in sodelavca v oznanjevanju evaneglija.
- Ne strinjajo se niti glede leta smrti ter navajajo letnice od 97 do 101.
- Rimljani so mu že v prvi polovici 4. stoletja sezidali veliko cerkev. Iz tega sklepajo zgodovinarji, da je bil sveti Klemen res mučenec; takrat so namreč tako častili le mučence.[13]
- Po nekaterih virih ga je posvetil za škofa sam sveti apostol Peter; vendar je Rim upravljal po namestniku, on pa naj bi bival v Filipih, kjer je bil sodelavec apostola Pavla[14]. Med Neronovim preganjanjem je bil mučen prvi papež Peter, nato še Lin in Anaklet. Ko se je Klemen vrnil v Rim, je na zahtevo rimskih vernikov ostal v mestu.[12]